# Johann Christoph von Adlerflycht
Johann Christoph von Adlerflycht (* 24. März 1729 in Frankfurt am Main; † 20. Dezember 1786 ebenda) war ein deutscher Jurist, Patrizier und „Älterer Bürgermeister“ der reichsunmittelbaren Stadt Frankfurt am Main.

## Familie
Johann Christoph von Adlerflycht wurde als Sohn des gleichnamigen Leutnants in schwedischen und dann hessen-kasselischen Diensten (1703–1729) und der Sofia Henrietta Fredrika geborene von Werkamp, gen. Alt-Barckhausen († 1733) geboren. Der Vater starb einen Tag vor der Geburt Johann Christophs. Seine Großeltern waren Christopher Björkman (1650–1720), der 1691 mit dem Namen Adlerflycht vom schwedischen König Karl XI. geadelt worden ist, und dessen Ehefrau Sofia Magdalena geborene von Günderrode (1661–1723). Der aus der schwedischen Provinz Västmanland stammende Björkman hatte sich 1689 als schwedischer Gesandter und Statthalter des Herzogtums Pfalz-Zweibrücken in Frankfurt am Main niedergelassen.
Adlerflycht heiratete am 8. Januar 1750 Susanna Maria geborene von Günderrode (1729–1796). Das Paar hatte 13 Kinder, von denen fünf Töchter und zwei Söhne, einer davon der Jurist und Frankfurter Senator Justinian von Adlerflycht, das Erwachsenenalter erreichten.

## Werdegang
Am 25. November 1745 immatrikulierte sich Adlerfycht als „Johannes Christophorus ab Adlerflycht Francofurtsensis“ in  der Universität Marburg, um juristische Studien zu betreiben. Während seines Aufenthalts in Marburg trat er der dort kurz zuvor gegründeten Freimaurerloge Zu den drey Löwen bei; 1752 wechselte er von dieser zu deren Mutterloge Zur Einigkeit in Frankfurt.
Nach der Rückkehr nach Frankfurt und seiner Verehelichung mit einer Angehörigen der Frankfurter Patrizierfamilie Günderrode, der schon seine Großmutter väterlicherseits angehörte, gelang ihm mit der Aufnahme in die adlige Ganerbschaft des Hauses Alten Limpurg im Jahr 1755 der Aufstieg ins städtische Patriziat. Er war ab 1766 Ratsherr und ab 1771 Schöffe. In den Wahlperioden 1783/1784 und 1785/1786 bekleidete er das Amt des „Älteren Bürgermeisters“ und war somit zweimal Stadtoberhaupt der Freien Reichsstadt Frankfurt am Main.
An die Patrizierfamilie Adlerflycht erinnern im Frankfurter Nordend der Adlerflychtplatz und die Adlerflychtstraße; von 1876 bis 1932 gab es dort noch die Adlerflychtschule, eine höhere Realschule mit Vorschule.